# Cynthia Voigt
Cynthia Voigt (* 25. Februar 1942 in Boston, Massachusetts) ist eine amerikanische Jugendbuchautorin.

## Leben und Werk
Cynthia Voigt wuchs in Connecticut auf, wo sie die Dana Hall School besuchte. 1963 machte sie ihren Abschluss am Smith College in Massachusetts. Danach unterrichtete sie zunächst in Santa Fe, New Mexico, und später Englisch an einer Highschool in Glen Burie und in Annapolis, Maryland. 1981 begann sie zu schreiben und gab später das Unterrichten ganz auf. Cynthia Voigt lebt mit ihrem Mann und zwei Kindern auf den Deer Isles in Maine.
Neben einzelnen, voneinander unabhängigen Romanen schuf sie drei Chronologien:
- Die Reihe Das Königreich, bestehend aus vier Büchern, spielt in einem fiktiven Königreich. Die persönlichen Geschichten der einzelnen Charaktere fügen sich in ein mittelalterliches politisches Umfeld ein und haben meist das Aufbegehren des Hauptcharakters gegen Familie oder System zum Thema.

- Der Tillerman Zyklus erzählt vom Aufwachsen der vier Tillerman-Kinder, die von ihrer Mutter verlassen wurden und zunächst ganz allein auf sich gestellt sind, bevor sie bei ihrer Großmutter unterkommen. Einige Bände handeln auch von Freunden der Tillermans.

- Die dritte Chronologie Bad Girls dreht sich um zwei Mädchen, die ihre Schule unsicher machen. Nur der erste Band dieser Reihe ist bislang auf Deutsch erschienen.

## Bedeutung und Auszeichnungen
Cynthia Voigts Werk zeichnet sich durch eine große Bandbreite an Themen aus, die zum Nachdenken anregen, und greift auch schwierige Themen wie Rassismus und Kindesmissbrauch auf. Auch in der dem Fantasy-Genre zuzuordnenden Königreich-Reihe werden Aspekte wie soziale Ungerechtigkeit und der Wert von Idealismus und Freundschaft auf eine für Jugendliche ansprechende und verständliche Weise thematisiert.
Bereits ihr erstes Buch Heimwärts wurde für mehrere internationale Preise nominiert, und 1996 für das amerikanische Fernsehen verfilmt. Außerdem gewann Cynthia Voigt folgende Auszeichnungen:
- 1983 Newbery Medal für Dicey´s Song
- 1984 Edgar Allan Poe Award für The Callendar Papers
- 1989 Deutscher Jugendliteraturpreis für Samuel Tillerman, der Läufer
- 1989 Alan Award für Verdienste in der Jugendliteratur
- 1990 California Young Reader’s Award für Izzy, Willy-Nilly
- 2000 Margaret A. Edwards Award für Verdienste in der Jugendliteratur
- 2003 Phoenix Award für A Solitary Blue

## Bibliografie
Tillerman-Zyklus
- Heimwärts. (Homecoming, 1981)
- Wir Tillermans sind so. (Dicey´s Song, 1982)
- M wie Melody. Die Geschichte von Jeff, Dicey Tillermans Freund. (A Solitary Blue, 1983)
- Samuel Tillerman, der Läufer. (The Runner, 1985)
- Mina, Dicey Tillermans Freundin. (Come a Stranger, 1986)
- Der Schatten des Vaters. James und Sammy Tillerman. (Sons from Afar, 1987)
- Dicey Tillerman. Bindungen. (Seventeen Against the Dealer, 1989)

Königreich-Zyklus
- Unter der Maske Jackaroo. (Jackaroo, 1985)
- Auf dem Glücksrad. (On Fortune´s Wheel, 1990)
- Im Schatten des Falken. (The Wings of a Falcon, 1993)
- Elske. Die Vertraute der Königin. (Elske, 1999)

Bad Girls
- Bad Girls (Bad Girls, 1996)
- Bad, Badder, Baddest (1997)
- It´s Not Easy Being Bad! (2000)
- Bad Girls in Love (2002)
- From Bad To Worse (2003)
- Bad Girls, Bad Girls, Whatcha Gonna Do? (2006)

Andere Bücher
- Tell Me If the Lovers Are Losers (1982)
- The Callender Papers (1983)
- Stein für Stein. (Building Blocks, 1984)
- Freunde und Freunde. (Izzy, Willy-Nilly, 1986)
- Meine Insel gehört mir. (Tree by Leaf, 1988)
- Glass Mountain (1991)
- Kann Efeu Niesen? (The Vandemark Mummy, 1991)
- Orfe (A retelling of the Orpheus myth, 1992)
- David and Jonathan (1993)
- Nein! (When She Hollers, 1994)